# 한일 W리그 챔피언십
한일 W리그 챔피언십은 대한민국과 일본의 각 여자 농구 톱 리그 최고의 팀에 의한 대항전이다.

## 개요
한국여자프로농구(약칭: WKBL)와 일본여자농구리그(약칭: WJBL)의 각 챔피언이 홈 앤드 어웨이 방식(2004년은 일본에서의 1회전만)으로 만나 한일 챔피언을 결정한다.
2002년 3월에 제1회 대회를 개최하였다. 2003년은 이라크에서 발발한 전쟁으로 중단되었지만, 2004년 이후 매년 시즌 후에 행해졌다. 2005년까지는 3월에 개최되었고(일본 개최 때에는 W리그 팬 감사 이벤트 · 표창식도 함께 개최하였다), 2006년은 5월, 2007년은 8월, 2008년은 9월에 개최하였다.
일본 개최는 국립 요요기 경기장 제2체육관에서 개최되고, 대한민국 개최는 서울 장충체육관에서 개최되어 왔지만, 2007년부터는 출전팀 홈타운에서 개최되었다.
2008년까지 모두 한국팀이 차지하였고, 일본팀은 1승조차 올리지 못했다.
2009년은 경제 위기 때문에 중단되었다. 2011년 이후에는 중국을 포함한 3개국에 의한 아시아 챔피언스리그로서 개최되었으며, 이에 따라 한일 챔피언십은 발전적으로 해소된다.
2013년에는 대만도 포함한 4개국에 의한 아시아 W-챔피언십이 개최되었지만, 1회 한정으로 휴지되었다. 그 후 2017년에 한일 클럽 챔피언십이라는 이름으로 여자 농구의 한일 클럽 대항전이 부활한다.

## 규칙
- FIBA 규칙 채용.
- 심판은 중립국 · 한국 · 일본에 의한 3인제
- 2차전 종료 시점에서 1승 1패일 경우, 직후 5분간의 연장전을 통해 승자를 가린다. 연장전은 1회 한정으로, 결판이 나지 않는 경우 양자 우승이 된다.

## 기록
| 회 | 연도 | 우승                   | 점수        | 준우승                    | 비고        |
| -- | ---- | ---------------------- | ----------- | ------------------------- | ----------- |
| 1  | 2002 | 부천 신세계 쿨캣       | 77-75 81-74 | 일본 에너지 JOMO 선플라워 | [ 1 ]       |
| 2  | 2003 | 미개최                 | 미개최      | 미개최                    |             |
| 3  | 2004 | 춘천 우리 은행 한새    | 93-77       | JOMO 선플라워             |             |
| 4  | 2005 | 춘천 우리 은행 한새    | 84-66 72-58 | 샹송 V 매직               | [ 2 ] [ 3 ] |
| 5  | 2006 | 춘천 우리 은행 한새    | 79-73 82-70 | 샹송 V 매직               | [ 4 ]       |
| 6  | 2007 | 인천 신한은행 에스버드 | 55-49 84-69 | JOMO 선플라워             | [ 5 ]       |
| 7  | 2008 | 인천 신한은행 에스버드 | 81-72 90-84 | 후지쯔 레드 웨이브        | [ 6 ]       |